# Capsaspora owczarzaki
Capsaspora owczarzaki ist eine Spezies einzelliger Eukaryoten, die als unter den nächsten einzelligen Verwandten der Tiere eine phylogenetische Schlüsselposition in unserem Verständnis des Ursprungs der tierischen Vielzelligkeit einnehmen. Zusammen mit der Art Ministeria vibrans gehört er zur Klade Filasterea (siehe „§ Systematik“ unten). Diese Spezies amöboider Protisten hat entscheidend dazu beigetragen, die Natur des letzten einzelligen Vorfahren der Tiere zu enträtseln, der sich als viel komplexer erwiesen hat, als bisher angenommen. Capsaspora owczarzaki ist die einzige Spezies in der Gattung Capsaspora die somit monotypisch ist.

## Beschreibung
C. owczarzaki wurde ursprünglich als amöbenartiger „Symbiont“ der Süßwasserschnecke Biomphalaria glabrata beschrieben. Die Amöben wurden aus der Hämolymphe der Schnecken gewonnen, die ursprünglich in Puerto Rico gesammelt wurden.

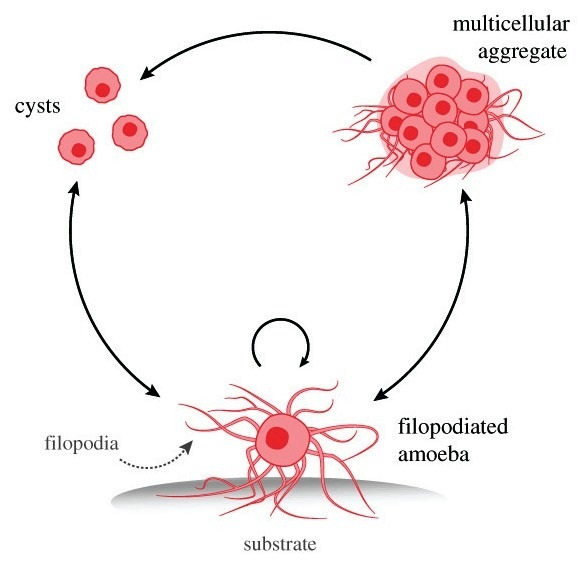
Lebenszyklus von C. owczarzaki

Der Lebenszyklus von C. owczarzaki umfasst, wie 2017 herausgefunden, drei verschiedene Stadien mit drei verschiedenen Zelltypen.
Unter Kulturbedingungen kriechen die amöboiden Zellen von C. owczarzaki mit ihren Filopodien über das Substrat und vermehren sich aktiv bis zum Ende der exponentiellen Wachstumsphase.
Dann beginnen sich die Zellen abzulösen, indem sie die verzweigten Filopodien zurückziehen und sich zu einer Zyste umformen. Während dieser zystischen Phase wird die Zellteilung eingestellt.
Andererseits können die Amöben auch (ausgelöst durch unbekannte Faktoren) aktiv miteinander aggregieren und ein multizelluläres Aggregat bilden, wobei sie ein unstrukturiertes extrazelluläres Material absondern, das einen direkten Zell-Zell-Kontakt zu verhindern scheint.
Zellen von C. owczarzaki im amöboiden Filopodien-Stadium wurden als 3 bis 5 μm große Amöben beschrieben mit einem Kern von ⅓ - ½ des Zelldurchmessers, der einen zentralen Nukleolus hat. Außer den langen verzweigten Filopodien haben sie Mitochondrien mit abgeflachten Cristae, zahlreichen Phagosomen, Lipidvakuolen, Glykogengranula und einem Golgi-Apparat.
Die zystischen Zellen sind 4 bis 5 μm groß und haben eine doppelte Wand: die äußere ist dünn, unregelmäßig und locker befestigt, die innere ist dicker und glatt.

## Systematik

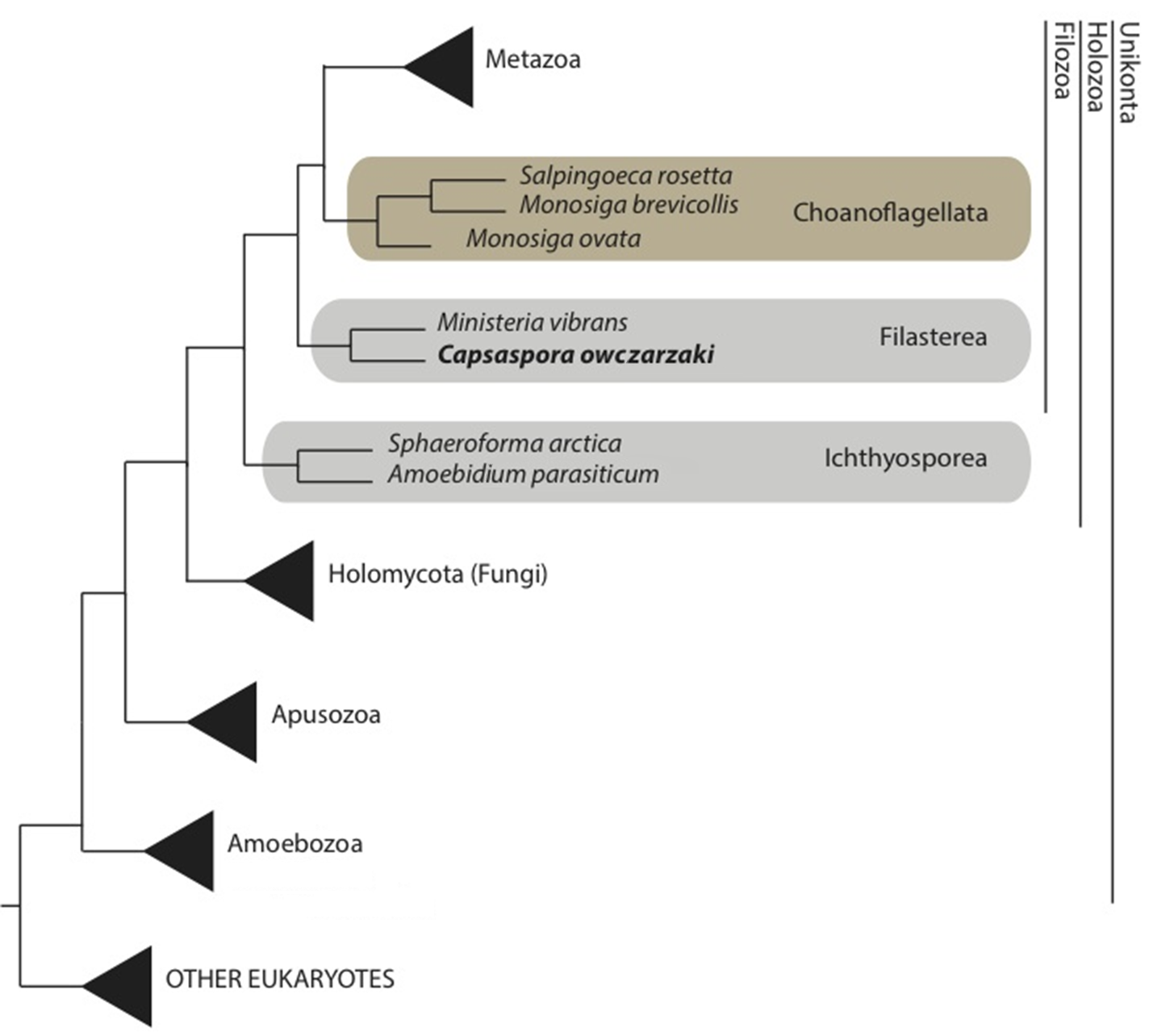
Phylogenetischer Baum mit der Gattung Capsaspora

C. owczarzaki ist zusammen mit Ministeria vibrans Mitglied des Taxons Filasterea.
Das Taxon Filasterea Cavalier-Smith, 2008 wurde eingerichtet, um die Gattung Ministeria und den amoeboiden Protisten Capsaspora owczarzaki in ein gemeinsames Taxon zu überführen (Shalchian-Tabrizi et al. 2008). 2017 wurde in die Klade die neu beschriebene Gattung Pigoraptor aufgenommen (Hehenberger et al. 2017).
Diese Klade ist eine Schwestergruppe der Filozoa (Metazoa und Choanoflagellata), siehe Abbildung.
Ursprünglich wurde C. owczarzaki in die Nucleariida klassifiziert.
Spätere molekulare Phylogenien (auf Basis ribosomaler DNA) ordneten C. owczarzaki jedoch näher bei den Tieren ein als die übrigen Nucleariida.
Schließlich zeigte eine phylogenetische Multigen-Analyse mit einer Reihen von Mitgliedern der Opisthokonta eindeutig, dass C. owczarzaki nicht zu den Nucleariida, sondern zu den Holozoa gehört.
Dies wurde später durch phylogenomische Analysen bestätigt, von denen eine die Gattung Capsaspora als Schwestertaxon der Gattung Ministeria ansiedelte. Zusammen bilden beide die Klade Filasterea, die wiederum die Schwestergruppe der Filozoa ist.
Der Referenzstamm C. owczarzaki von ist ATCC 30864.

## Anwendung
Als eine der engsten einzelligen Verwandten der mehrzelligen Tiere (Metazoa) ist die Spezies C. owczarzaki von besonderem wissenschaftlichem Interesse. Zudem wurde ihr Genom 2010 sequenziert und weist mehrere Gene auf, die an der Vielzelligkeit der Metazoa beteiligt sind, wie Integrine, Metazoa-homologe Transkriptionsfaktoren und Protein-Tyrosinkinasen.
Darüber hinaus ist die Art für die menschliche Gesundheit von Bedeutung, da sein Wirt, die Schnecke Biomphalaria glabrata, auch der Zwischenwirt des Plattwurms Schistosoma mansoni ist, dem Erreger der beim Menschen weit verbreiteten Schistosomiasis (früher Bilharziose genannt).
C. owczarzaki parasitiert nicht nur den Zwischenwirt von S. mansoni, sondern greift auch direkt die Sporozysten des in der Schnecke lebenden Plattwurms an und tötet sie ab.
Aufgrund dieser Bedeutung gilt Capsaspora owczarzaki als Modellorganismus.